# Catherine-Isabelle Duport
Catherine-Isabelle Duport, aussi connue sous le nom de Catherine Duport, est une actrice française. Elle a notamment joué dans Masculin féminin de Jean-Luc Godard et dans Le Départ de Jerzy Skolimowski.

## Biographie
Catherine-Isabelle Duport commence sa carrière d'actrice en tenant de petits rôles chez François Truffaut, dans La Peau douce et L'Amour à 20 ans.
C'est après l'avoir vue dans Masculin féminin que Jerzy Skolimowski l'engage pour le rôle principal féminin du film Le Départ, tout comme il reprend aussi le même acteur que celui du film de Godard, Jean-Pierre Léaud.
Il semble que sa carrière se soit arrêtée au Départ et qu'il n'y ait pas d'information sur ce qu'elle a fait par la suite.

## Filmographie
- 1962 : L'Amour à vingt ans (segment réalisé par François Truffaut) : jeune fille au concert (non créditée)
- 1964 : La Peau douce de François Truffaut : Christiane Duchant, une jeune fille à Reims (non créditée)
- 1966 : Masculin féminin de Jean-Luc Godard : Catherine-Isabelle
- 1967 : Le Départ de Jerzy Skolimowski : Michèle (créditée sous le nom de Catherine Duport)